# Hisashi Kimura
Hisashi Kimura (japanska: 木村栄?, Kimura Hisashi), född 4 oktober 1870 i Kanazawa, död 26 september 1943, var en japansk astronom och geodet.
Kimura blev 1899 professor och direktor för det då grundade latitudobservatoriet i Mizusawa, en befattning vilken han lämnade 1941. Han blev berömd för sina undersökningar över polhöjdsvariationerna. Han upptäckte 1902 det märkliga, efter honom uppkallade Kimurafenomenet, som består av en periodisk förändring i polhöjderna (med en period av ett år), oberoende av longituden, vilken ej kan vara förorsakad av jordaxelns rörelse utan sannolikt beror på periodiska ändringar i den atmosfäriska refraktionen.

## Utmärkelser
Kimura tilldelades Royal Astronomical Societys guldmedalj 1936.
Nedslagskratern Kimura på månen och asteroiden 6233 Kimura är uppkallad efter honom.